# Bodenseebecken
Das am Bodensee und vor allem nördlich dessen gelegene Bodenseebecken ist eine durch den Rheingletscher glazial geprägte Landschaft im Süden der deutschen Bundesländer Baden-Württemberg und Bayern sowie, je nach Interpretation, im Nordosten der Schweiz und im westösterreichischen Vorarlberg. Nach der Systematik des Handbuchs der naturräumlichen Gliederung Deutschlands ist es als Naturraum-Haupteinheit 031 im Voralpinen Hügel- und Moorland (Haupteinheitengruppe und Großregion 2. Ordnung 03, südliches Alpenvorland) ausgewiesen.

## Lage
Das Bodenseebecken liegt zwischen dem Oberschwäbischen Hügelland im Norden, dem Hegau im Westen sowie dem Westallgäuer Hügelland im Osten. Das innerhalb Baden-Württembergs ohne den Bodensee 590 km², nach älterer Grenzziehung deutschlandweit 747,76 km² große Gebiet erstreckt sich über Teile des Bodenseekreises sowie der Landkreise Ravensburg und Lindau. Die Beckenlandschaft umrahmt den See in wechselnder Breite, insbesondere bei Ravensburg sehr weiträumig, reicht bis zu einer Höhe von 500 m ü. NN und wird über die Rotach, Schussen und Argen sowie deren Zuflüsse und den Bodensee zum Rhein entwässert.

## Geschichte des namentlichen Naturraums
In der ersten Lieferung des Handbuchs der naturräumlichen Gliederung Deutschlands im Jahr 1953 wurde die naturräumliche Haupteinheit 031 Bodenseebecken ausgewiesen, deren Westgrenze zur Nachbareinheit 030 Hegau entlang einer Linie zwischen Radolfzell und Stockach verlief. Auch nach Süden wurde dieser Grenzrichtung gefolgt, sodass nach jener Gliederung auch der Schiener Berg zur Einheit gehörte. Im Süden endete der Naturraum unmittelbar am Ufer des Sees bzw. enthielt noch gerade das Gebiet der Stadt Bregenz. Nach der genannten Abgrenzung war das Bodenseebecken innerhalb Deutschlands 747,76 km² groß. Diese Grenzziehung hatte auch in der zweiten Kartierung im Jahre 1960 Bestand.

### Einzelblätter Konstanz und Lindau
Als die Gliederung des Westteils im Jahr 1964 auf Blatt 186 Konstanz im Maßstab 1:200.000 verfeinert werden sollte, befand dessen Autor, Alfred G. Benzing, indes, dass es streng naturräumlich keinen Sinn mache, den Hegau vom Bodenseebecken zu trennen, weshalb er auf seinem Blatt die Haupteinheit 030/031 Nördliches Bodensee- und Hegaubecken definierte und verfeinerte. Noch rigoroser war sein Kollege Hansjörg Dongus, als der im Jahr 1991 das östliche Nachbarblatt 187/193 Lindau/Oberstdorf verfasste. Dongus legte die „alten“ Einheiten 030 und 031 auch noch mit den alten Einheiten 032 Oberschwäbisches Hügelland und 033 Westallgäuer Hügelland zusammen und definierte die neue Haupteinheit 030 Bodensee-Jungmoränenland. Diese reicht nach Osten bis zum Adelegg und stößt in Norden (Donau-Ablach-Platten) und Nordosten (Riß-Aitrach-Platten) an die Altmoränen der Donau-Iller-Lech-Platte. Im Westen und Nordwesten wird sie durch Randen und Hegaualb begrenzt. Das Bodenseebecken nach Dongus nimmt nach Süden auch das Dornbirner Rheintal in Vorarlberg und Nordostschweiz sowie das Südliche Bodensee-Hügelland im Nordosten der Schweiz ein; Letzteres liegt allerdings größtenteils auf Blatt Konstanz, welches jenseits des südlichen Bodensee-Uferbereichs nicht weiter abgrenzt.

### LUBW
Als die Landesanstalt für Umwelt, Messungen und Naturschutz Baden-Württemberg (LUBW) in den unmittelbar folgenden Jahren versuchte, die an den Berührungsstellen oftmals konträren Einzelblätter ihres Bundeslandes zu einer kohärenten Gliederung in Haupteinheiten zusammenzufassen, war es auch ein Ziel gewesen, bekannte Landschaftsnamen als Naturraumnamen zu bewahren, weshalb in der dortigen Gliederung wieder, in modifizierten Grenzen, die Haupteinheiten des Handbuchs geführt werden. Das Bodenseebecken schrumpfte um alle Teile westlich des Sees inklusive des Schiener Bergs sowie um das Stockacher Bergland nordwestlich des Sees, die alle dem Hegau zugerechnet wurden. Es ist innerhalb Baden-Württembergs mit einer Fläche von 590 km² (ohne Bodensee) ausgewiesen. Nördlich des Überlinger Sees reicht es nach Westen bis Owingen, am Nordufer des Überlinger Sees sogar bis Sipplingen.

### Definition nach Dongus
„Die Einheit 4. Ordnung umfaßt das Stammbecken des würmzeitlichen Rheingletschers mit dem Obersee, die Zweigbecken des Untersees, des Überlinger Sees und die verlandete Schussensenke sowie den postpleistozän vom Rhein verschütteten Ausraum des Rheintals zwischen dem Schrattenkalkriegel von Koblach-Oberriet und dem heutigen Rhein-Deltagebiet zwischen Bregenz und Rorschach. Angeschlossen sind die niedrigen, durch Umfließungsrinnen von den auswärts anschließenden Inneren Jungendmoränen getrennten seenahen Molasse- und Drumlinrücken in Höhenlagen von 400–500 m, nur im Westteil (Schiener Berg) auch 700–600 m.“

Das Zitat zeigt, dass nach Dongus' Definition nicht nur erhebliche Teile der Einheit Hegau, sondern ein großer Teil der nordöstlichen Schweiz Teile des Bodenseebeckens wären. Da sich aber in Baden-Württemberg die Einheit Hegau mehr oder weniger in ihrer heutigen Form etabliert hat, werden diese Einheiten hier nachfolgend nicht aufgeführt. Da überdies Blatt 186 Konstanz innerhalb der Schweiz keine weiteren Einheiten ausweist (und auch nominell nicht zuständig wäre), werden zur Beschreibung und Gliederung der nordostschweizer Anteile andere Werke herhalten müssen.

## Naturräumliche Gliederung
Folgendermaßen lassen sich die feineren Naturräume aus Blatt 186 Konstanz und Blatt 187 Lindau/Oberstdorf der Haupteinheit 031 Bodenseebecken nach LUBW zuordnen:
- (zu 030 Bodensee-Jungmoränenland nach Blatt Lindau, Hansjörg Dongus)
  - 031 (LUBW) = 030/031.0 + 030/031.20 + 030/031.4 (Benzing) = 030.0 (Dongus) Bodenseebecken
    - 030/031.0 + 030/031.20 (Benzing) = 0.30.00 (Dongus) Bodensee
      - 030/031.0 (Benzing) = 0.30.000 (Dongus) Bodensee-Obersee
      - 030/031.20 (Benzing) Bodensee-Untersee

    - 030/031.4 Überlingen-Friedrichshafener Hügelland (Niederlinzgauer Hügelland) (Benzing) 
= 030.03 Nördliches Bodensee-Hügelland (Dongus)
      - 030/031.40 Überlinger Hügelland (Benzing)
      - 030/031.41 Markdorf-Salemer Senke und Grasbeuren-Seefelder-Aachniederung (Benzing)
= 030.032 Umfließungsrinne von Markdorf-Frickingen (Dongus)
      - 030/031.42 Meersburger Hügelland (Benzing)
= 030.030 Drumlinrücken von Meersburg (Dongus)
      - 030.031 Drumlinrücken von Oberteuringen (Dongus)

    - 030.04 Schussenbecken (Dongus)
      - 030.040 Nordwestliche Schussenbecken-Randterrasse (Dongus) – rechts der Schussen von Weingarten bis Meckenbeuren
      - 030.041 Föhrenried (Dongus) – Schussen von Mochenwangen bis unterhalb Ravensburgs
      - 030.042 Nördliche Schussenbecken-Randterrasse (Dongus) – links der Schussen von Mochenwangen bis Ravensburg
      - 030.043 Nordöstliche Schussenbecken-Randterrasse (Dongus) – links außen der Schussen von Weingarten bis Meckenbeuren
      - 030.044 Südwestliche Schussenbecken-Terrasse (Dongus) – rechts der Schussen ab Meckenbeuren
      - 030.045 Südöstliche Schussenbecken-Terrasse (Dongus) – links bis links außen der Schussen vom Süden Ravensburgs bis südlich Tettnangs
      - 030.046 Südliche Schussenbecken-Terrasse (Dongus) – links der Schussen westlich von Tettnang
      - 030.047 Drumlinfeld von Tettnang (Dongus) – östlich von Tettnang
      - 030.048 Umfließungsrinne von  Obereisenbach (Dongus) – Bollenbach
      - 030.049 Terrassen, Auen und Deltas von Rotach, Schussen und Argen (Dongus) – Mündungsläufe und Bodensee-Ufer zwischen Friedrichshafen und Kressbronn

    - 030.05 Östliches Bodensee-Hügelland (Dongus) (Lindauer Hügelland)
      - 030.50 Drumlinfeld von Reitnau (Dongus)
      - 030.51 Südliches Leiblachbecken (Dongus)

    - 030.06 Dornbirner Rheintal (Südliches Bodenseebecken) (Dongus) – Vorarlberg und Schweiz
      - 030.60 Rheintalsohle von Dornbirn-Götzis (Dongus)
      - 030.61 Rheindelta (Dongus)
      - 030.62 Achendelta und Bregenzer Terrassen (Dongus)
      - 030.63 Schwemmkegel der Dornbirner Ach (Dongus)

    - 030.02 Südliches Bodensee-Hügelland (Dongus) – Schweiz

### Eisrandlagen in der nordöstlichen Schweiz
Eine wichtige (Würm-)Eisrandlage der Nordschweiz verlief von Goldach SG über Roggwil TG nach Kradolf-Schönenberg in Richtung Westnordwesten. Nur unweit nordwestlich Kradolfs verläuft von Sulgen TG nach Kümmertshausen dann eine noch heute im Relief der Landschaft erkennbare Eisrandgrenze nach Nordosten, unweit nordöstlich startet schließlich eine noch besser erkennbare, nordwestlich gerichtete von Herrenhof TG über  Kurzrickenbach nach Kreuzlingen.
Interessanterweise verläuft das Tal der Thur ab Kradolf bis zu ihrer Mündung bei Ellikon am Rhein erkennbar innerhalb einer alten Rinne des Gletscherendsees, die zur beschriebenen Eisrandlage passt und deutlich breiter ist als das Rheintal südlich Schaffhausens. Das lässt vermuten, dass Dongus' Einheit 030.02 Südliches Bodensee-Hügelland mindestens das oben begrenzte Becken umfasst.
Die Einheit 030.5 Südliches Bodensee-Jungmoränenland, die Dongus (S. 2) als Nachbarlandschaft außerhalb seines Blattbereichs erwähnt, umfasst offenbar insbesondere die Randhöhen des durch diese Eisrandlage bestimmten Beckens, die nachfolgend aufgezählt werden.
Zwischen St. Gallen im Südosten und Schaffhausen im Nordwesten unterbricht eine Reihe von Hügelketten immer wieder die flachwellige Landschaft:
- die Gruppe um den Ätschberg (906 m) westlich St. Gallens
- die Gruppe um die Höchi (775 m) zwischen Wuppenau und Braunau TG
- die Gruppe um den Imebärg (706 m) östlich Frauenfelds
- die westliche Verlängerung des Seerückens mit Hörnli (670 m) und Stammerberg (639 m)

Der Ottenberg (681 m) nördlich Weinfeldens, der sich südöstlich an den Seerrücken (721 m) anschließt, ist bereits durch flachwellige Landschaft etwas von diesem abgetrennt.

### Teile des Bodenseebeckens im Hegau
Nach streng physischen und landschaftsgenetischen Aspekten sind auch die beiden Senken innerhalb der Haupteinheit Hegau dem Bodenseebecken zuzurechnen:
- (zu 030 Hegau (nach LUBW) und 030/031 Nördliches Bodensee- und Hegaubecken (nach Blatt Konstanz))
  - 030/031.2 Mittlere Hegau-Untersee-Senke
    - 030/031.20 Bodensee-Untersee – nach LUBW nicht Teil des Hegau
    - 030/031.21 Insel Reichenau
    - 030/031.22 Konstanzer Niederung
    - 030/031.23 Bodanrückhügelland
    - 030/031.24 Große Hegauniederung (Singener Niederung)

  - 030/031.32 Orsingen-Espasinger Niederung

## Entstehung
In der Würm-Kaltzeit, vor etwa 20.000 Jahren, prägte der Rheingletscher die Landschaft. Das Bodenseebecken umfasst im Wesentlichen das Gebiet des nördlichen Stammbeckens und des wichtigsten Zweigbeckens des Gletschers, die mit Schottern aufgefüllte Schussenzunge. Drumlins, Jungmoränenbereiche und glazial überformte Molasserücken mit Tobeln stellen hier heute die typischen Geländeformen dar. Im Bereich der Grundmoränen herrschen Lehme und sandige Lehme vor, in den Schmelzwasserrinnen Kiese und Sande.

## Städte und Gemeinden
Folgende Städte und Gemeinden gehören laut Landesanstalt für Umwelt, Messungen und Naturschutz Baden-Württemberg (LUBW) und Bundesamt für Naturschutz (BfN) geographisch zum Bodenseebecken:
| Bodenseekreis - Bermatingen - Daisendorf - Eriskirch - Frickingen - Friedrichshafen - Hagnau am Bodensee - Heiligenberg - Immenstaad am Bodensee - Kressbronn am Bodensee - Langenargen - Markdorf - Meckenbeuren - Meersburg - Oberteuringen - Owingen - Salem - Stetten - Tettnang - Überlingen - Uhldingen-Mühlhofen | Landkreis Ravensburg - Achberg - Bad Waldsee - Baienfurt - Baindt - Berg - Bodnegg - Fronreute - Grünkraut - Horgenzell - Ravensburg - Schlier - Waldburg - Weingarten - Wolpertswende Landkreis Lindau (Bodensee) - Bodolz - Lindau (Bodensee) - Nonnenhorn - Wasserburg (Bodensee) |

## Schutzgebiete
Innerhalb des Bodenseebeckens sind zahlreiche Natur- und Landschaftsschutzgebiete ausgewiesen, besonders Sumpf- und Moorgebiete (Riede) und Gewässer (Weiher, Teiche, Quellen). Die größeren dieser Flächen, wie zum Beispiel das Eriskircher Ried, sind als FFH- und/oder Europäische Vogelschutzgebiete unter besonderen Schutz gestellt.
| Schutzgebietsanteile           | % Gesamtlandschaftsfläche |
| FFH-Gebiete                    | 5,24                      |
| Europäische Vogelschutzgebiete | 1,94                      |
| Naturschutzgebiete             | 1,91                      |
| Sonstige Schutzgebiete         | 0,00                      |
| Effektiver Schutzgebietsanteil | 6,31                      |

Stand: 2010